# Antonio Vallisneri
Antonio Vallisneri (ur. 1661, zm. 1730) – włoski przyrodnik i lekarz.

## Życiorys
Udowodnił, że larwy galasówek powstają z jaj, a nie w wyniku samorództwa, jak powszechnie sądzono. Był to ważny argument dla przeciwników teorii samorództwa. Vallisneri stwierdził zjawisko transgresji morza w przeszłości geologicznej. Był profesorem Uniwersytetu w Padwie.
Był zwolennikiem metod eksperymentalnych w naukach przyrodniczych. Kwestionował naukę i poglądy filozoficzne Arystotelesa, co w jego czasach było rzadkością i budziło kontrowersje w środowisku naukowym. Za wzór rzetelnego uczonego uważał on Galileusza.
Vallisneri zajmował się przede wszystkim naukami biologicznymi (botaniką, zoologią, anatomią, medycyną), ale prowadził badania również w takich dziedzinach jak hydrologia i geologia.
Swoje rozprawy naukowe pisał w języku włoskim, chociaż w ówczesnej Europie obowiązującym językiem nauki była łacina.
Jego nazwiskiem nazwano roślinę wodną z rodziny żabiściekowatych.